# La revolución (álbum)
La revolución es el nombre del sexto álbum de estudio grabado por el dúo puertorriqueño de reguetón Wisin & Yandel. Fue lanzado al mercado bajos los sellos discográficos Machete Music y WY Records el 26 de mayo de 2009. El álbum incluye colaboraciones con el rapero 50 Cent, Ivy Queen, Yaviah, Ednita Nazario y Yomo. El álbum se convirtió en un éxito en los Estados Unidos pero mayor en América Latina.
El álbum cuenta con una reedición titulada La Revolución: Evolution lanzado el 26 de noviembre de 2009 e incluye ocho canciones y un DVD con colaboraciones con artistas como Enrique Iglesias, Akon y T-Pain.

## Rendimiento comercial
La Revolución debutó en el número siete en el Billboard 200 con ventas de 35,000 en su primera semana.  El álbum vendió 3 millones, y tuvo ganancias de $ 3,000,000 El álbum fue top 7 en Ventas Actuales de Álbumes de  Billboard. El álbum fue top 7 en Ventas de Álbumes y duro 26 semánas en la revista de Billboard.  Lo que es el debut más alto de un álbum en lenguaje español desde Amar es combatir de Maná y Fijación oral vol. 1 de Shakira, los dos álbumes debutaron y alcanzaron el puesto número cuatro.
Los artistas anunciaron una gira en Estados Unidos presentando el álbum «La Revolución».
El álbum fue nominado a Premios Billboard de la Música Latina en la categoría de "Álbum latino del año" de 2010. En 2010, el álbum logro el premio Billboard Latin Rhythm Albums of the year.

## Lista de canciones
| Edición estándar |                                                    |                                                                             |                                             |          |  |
| N.º              | Título                                             | Escritor(es)                                                                | Productor(es)                               | Duración |  |
| 1.               | «La revolución»                                    | Juan Luis Morena · Llandel Veguilla · Ernesto F. Padilla · Victor Martínez  | Nesty «La mente maestra» · Víctor «El nazi» | 4:11     |  |
| 2.               | «Quítame el dolor»                                 | Morena · Veguilla · Padilla · Martínez                                      | Nesty · Víctor                              | 3:22     |  |
| 3.               | «Encendío»                                         | Morena · Veguilla · Padilla · Martínez                                      | Nesty · Víctor                              | 3:47     |  |
| 4.               | «Mujeres in the Club» (con 50 Cent)                | Morena · Veguilla · Curtis Jackson · Padilla                                | Nesty                                       | 4:04     |  |
| 5.               | «Ahí voy»                                          | Morena · Veguilla · Marcos Masis                                            | Tainy                                       | 4:07     |  |
| 6.               | «Emociones»                                        | Morena · Veguilla · Padilla · Martínez                                      | Nesty · Víctor                              | 4:04     |  |
| 7.               | «Gracias a ti»                                     | Morena · Veguilla · José Gómez                                              | Profesos Gómez                              | 3:55     |  |
| 8.               | «Perfecto» (con Ivy Queen y «Blackfather» Yaviah)  | Morena · Veguilla · Martha Pesante · Javier A. Marcano · Padilla · Martínez | Nesty · Víctor                              | 4:22     |  |
| 9.               | «Abusadora»                                        | Morena · Veguilla · Masis                                                   | Tainy                                       | 3:01     |  |
| 10.              | «Ella me llama»                                    | Morena · Veguilla · Padilla · Christian M. Colón                            | Nesty & Vagabundo                           | 4:16     |  |
| 11.              | «Yo lo sé»                                         | Morena · Veguilla · Padilla · Martínez                                      | Nesty · Víctor                              | 3:46     |  |
| 12.              | «Cómo quieres que te olvide?» (con Ednita Nazario) | Morena · Veguilla · Gómez                                                   | Gómez                                       | 4:32     |  |
| 13.              | «Tú vives en mí»                                   | Morena · Veguilla · Masis                                                   | Tainy . Víctor                              | 3:33     |  |
| 14.              | «Besos mojados»                                    | Morena · Veguilla · Francisco Saldaña · Víctor Cabrera                      | Luny Tunes                                  | 4:25     |  |
| 15.              | «Descará» (Yomo con Wisin & Yandel)                | José A. Torres · Morena · Veguilla · Raymond Díaz                           | DJ Memo, Haze, Luny Tunes                   | 5:03     |  |
| 16.              | «Tiene que pasar» (iTunes bonus track)             | Morena · Veguilla · Padilla · Martínez                                      | Tainy · Víctor                              | 4:07     |  |
| 64:47            |                                                    |                                                                             |                                             |          |  |

| Edición especial |                                                              |                                                       |                                  |          |  |
| N.º              | Título                                                       | Escritor(es)                                          | Productor(es)                    | Duración |  |
| 16.              | «Me estás tentando»                                          | Morena · Veguilla · Padilla · Gómez                   | Nesty · Gómez                    | 3:49     |  |
| 17.              | «Lloro por ti» (remix) (Enrique Iglesias con Wisin & Yandel) | Enrique Iglesias · Descemer Bueno · Morena · Veguilla | Carlos Paucar · Enrique Iglesias | 4:35     |  |
| 73:02            |                                                              |                                                       |                                  |          |  |

| Edición especial digital |                                                              |                                        |                                  |          |  |
| N.º                      | Título                                                       | Escritor(es)                           | Productor(es)                    | Duración |  |
| 16.                      | «Me estás tentando»                                          | Morena · Veguilla · Padilla · Gómez    | Nesty · Gómez                    | 3:49     |  |
| 17.                      | «Me estás tentando» (remix) (con Franco El Gorila & Jayko)   | Morena · Veguilla · Padilla · Gómez    | Nesty · Gómez                    | 4:24     |  |
| 18.                      | «Lloro por ti» (remix) (Enrique Iglesias con Wisin & Yandel) | Iglesias · Bueno · Morena · Veguilla   | Carlos Paucar · Enrique Iglesias | 4:35     |  |
| 19.                      | «Tiene que pasar» (iTunes bonus track)                       | Morena · Veguilla · Padilla · Martínez | Tainy · Víctor                   | 4:07     |  |
| 77:30                    |                                                              |                                        |                                  |          |  |

| DVD Edición especial |                                                                              |          |  |
| N.º                  | Título                                                                       | Duración |  |
| 1.                   | «Mujeres in the Club» (video musical) (con 50 Cent)                          | 4:52     |  |
| 2.                   | «Me estás tentando» (video musical)                                          | 3:53     |  |
| 3.                   | «Me estás tentando (remix)» (video musical) (con Franco El Gorila & Jayko)   | 4:27     |  |
| 4.                   | «Lloro por ti (remix)» (video musical) (Enrique Iglesias con Wisin & Yandel) | 4:31     |  |
| 5.                   | «Mujeres in the Club» (detrás de escenas: Videoshoot) (con 50 Cent)          | 16:32    |  |
| 34:15                |                                                                              |          |  |

### La revolución: evolution
CD1
- El disco 1 contiene los 15 temas de la edición estándar

CD2
| La revolución: evolution |                                                        |                                                                                    |                |          |  |
| N.º                      | Título                                                 | Escritor(es)                                                                       | Productor(es)  | Duración |  |
| 1.                       | «Sandungueo» (con Yomo, Franco El Gorila y Gadiel)     | Morena · Veguilla · Martínez · Padilla · Torres · Gadiel Veguilla · Luis F. Cortés | Víctor · Nesty | 6:38     |  |
| 2.                       | «Te siento»                                            | Morena · Veguilla · Padilla                                                        | Nesty          | 4:19     |  |
| 3.                       | «Imagínate» (con T-Pain)                               | Morena · Veguilla · Faheem Rasheed Najm · Martinez · Padilla                       | Víctor · Nesty | 4:44     |  |
| 4.                       | «All Up 2 You» () (Aventura con Akon y Wisin & Yandel) | Anthony Santos · Morera · Veguilla · Masís · Aliaune Thiam                         | Tainy          | 3:39     |  |
| 5.                       | «Pasan los días»                                       | Morena · Veguilla · Padilla · Martínez                                             | Víctor · Nesty | 4:42     |  |
| 6.                       | «Desapareció» (con Tico y Gadiel)                      | Morena · Veguilla · Masis · Alberto Mujica · Gadiel Veguilla                       | Tainy          | 4:27     |  |
| 7.                       | «Ella Me Llama» (remix) (con Akon)                     | Morena · Veguilla · Padilla · Thiam · Colón                                        | Víctor · Nesty | 4:25     |  |
| 8.                       | «Gracias a ti» (remix) (con Enrique Iglesias)          | Morena · Veguilla · Gómez · Iglesias                                               | Gómez          | 4:12     |  |
| 37:05                    |                                                        |                                                                                    |                |          |  |

| DVD   |                                                               |          |  |
| N.º   | Título                                                        | Duración |  |
| 1.    | «Gracias a ti» (video musical)                                | 4:29     |  |
| 2.    | «Gracias a ti (remix)» (video musical) (con Enrique Iglesias) | 4:32     |  |
| 3.    | «Abusadora» (video musical)                                   | 3:26     |  |
| 4.    | «Mujeres in the Club» (video musical) (con 50 Cent)           | 4:45     |  |
| 5.    | «Te siento» (video musical)                                   | 4:19     |  |
| 21:31 |                                                               |          |  |

## Lista de posiciones y certificaciones
| Chart (2009)                    | Posición máxima |
| ------------------------------- | --------------- |
| Argentina Albums Chart          | 14              |
| México AMPROFON Albums Chart    | 1               |
| U.S. Billboard Top Latin Albums | 1               |
| U.S. Billboard 200              | 7               |
| U.S. Billboard Top Rap Albums   | 3               |

| País      | Certificaciones |
| --------- | --------------- |
| Argentina | Oro             |
| México    | Platino         |

| Predecesor: Atrévete a soñar de Varios artistas | México AMPROFON Mexican Albums Charts — Álbum N° 1 25 de mayo de 2009 - 15 de junio de 2009 | Sucesor: Atrévete a soñar de Varios artistas |

| Predecesor: Yo no canto, pero lo intentamos de Espinoza Paz | U.S. Billboard Top Latin Albums — Álbum N° 1 13 de junio de 2009 - 27 de junio de 2009 | Sucesor: The Last de Aventura |